# نوورك (غرمسار كرمان)
نوورك (بالفارسية: نوورک) هي منطقة سكنية تقع في إيران في قسم مردهك الریفي. يقدر عدد سكانها بـ 170 نسمة بحسب إحصاء 2016.